# Villaverde del Monte
Villaverde del Monte község Spanyolországban, Burgos tartományban.  Lakosainak száma 108 fő (2024).

## Népesség
A település népessége az utóbbi években az alábbiak szerint változott:
| Lakosok száma | 190  | 170  | 167  | 169  | 156  | 135  | 132  | 115  | 122  | 108  |
|               | 2001 | 2004 | 2006 | 2009 | 2011 | 2014 | 2016 | 2019 | 2021 | 2024 |